# Музей «Голоса Мирных»

Музей «Голоса Мирных» — крупнейший в мире архив личных историй и источник правды о войне в Украине непосредственно от ее очевидцев. Музей собирает, хранит и документирует истории людей, подвергшихся последствиям войны, начиная с 2014 года и по сей день. Концепция проекта разрабатывалась при участии авторитетных украинских и международных экспертов. В айдентике музея заложена идея, что каждая история — уникальна, поэтому в логотипе и других визуальных символах музея объединены отпечатки пальца и диаграммы голоса. Музей создан согласно манифесту известного турецкого писателя, лауреата Нобелевской премии по литературе Орхана Памука, провозглашающего, что задача музеев настоящего и будущего — рассказывать не о государстве, а о человеке.
Целью музея является сохранение памяти о войне в Украине, документирование военных преступлений россиян в будущих судах против страны-агрессора для установления справедливости. Музей несколько лет работал только в онлайн-формате: истории людей размещались на портале civilvoicesmuseum.org в видео, аудиоформате и в текстовой форме. К началу 2025 года в архиве музея «Голоса Мирных» хранится уже более 130 тысячи историй из первых уст.

## Уникальность проекта
Идея создания принадлежит Ринату Ахметову, а проект основан его фондом. Музей «Голоса Мирных» Фонда Рината Ахметова является не только архивом, но и психотерапевтическим проектом. Люди, рассказывающие свои истории, получают возможность облегчить свое эмоциональное бремя, почувствовать поддержку и внести свой вклад в сохранение национальной памяти. К сбору историй привлечены психологи, прошедшие обучение по курсу «Травма войны» от Фонда Рината Ахметова. Коллекция музея насчитывает десятки тысяч историй, что делает его уникальным в мире. Благодаря деятельности музея создается платформа для установления исторической справедливости и поддержки пострадавших от войны. музей является важным источником для историков, исследователей и будущих поколений, которые захотят узнать правду о войне в Украине и ее последствиях.
Ринат Ахметов, основатель Фонда и музея «Голоса Мирных» заявил:
«Я бы хотел, чтобы все эти истории не стерлись из памяти, чтобы наши воспоминания остались навсегда. Чтобы каждая человеческая история из музея «Голоса Мирных» стала призывом к прекращению этой ужасной войны и недопущению подобных трагедий в будущем».

## История

### 2014–2020
Идея основания музея «Голоса Мирных» Фонда Рината Ахметова возникла на фоне трагических событий, которые начались в Украине в 2014 году – это оккупация Крыма и военные действия на Востоке Украины. Фонд Рината Ахметова, оказывая гуманитарную помощь пострадавшим от войны, сталкивался с тысячами человеческих историй. В Фонд обращались переселенцы и люди, живущие на линии разграничения, со своими историями. В результате это вдохновило команду Фонда на создание цифрового архива.
В 2018 году архив был публично представлен. Из-за боевых действий на востоке Украины музей не смогли открыть в Донецке, поэтому он был создан в онлайн-формате. С 2014 года музей работал на портале civilvoicesmuseum.org, публикуя видео, аудио и текстовые истории.

### 2020
В феврале 2020 года стартовал официальный сбор свидетельств мирных жителей, пострадавших из-за боевых действий на Донбассе. Тогда музей собирал истории исключительно жителей Донецкой и Луганской областей. В тот момент Фонд ставит перед собой задачу сделать музей «Голоса Мирных» крупнейшим онлайн-музеем в мире и современным диджитал-архивом. Концепция проекта разрабатывалась с участием авторитетных украинских и международных экспертов. Один из них – Кевин Болтон, британский бренд- и веб-консультант, работавший с Liverpool School of Tropical Medicine, а также рядом европейских музейных проектов.

### 2022-2024
После начала полномасштабной агрессии России в феврале 2022 года музей начал активно документировать новые преступления против мирного населения. На сегодняшний день в его архиве есть свидетельства людей из разных уголков Украины. Это не только важные документы по сохранению устной истории, но и материалы, которые будут использованы в судах. Несколько героев, чьи истории вошли в архив, уже давали показания на народном трибунале в Гааге в 2023 году.
Также в 2024 году музей расширил свою деятельность и вышел в оффлайн, представив мультимедийное пространство музея «Голоса Мирных» в рамках выставки «ГОЛОСА». Она проходила на площадке музея истории города Киева с арт-инсталляцией от Gogolfest. К экспозиции были привлечены артефакты героев. Также в рамках выставки был представлен анимационный короткометражный фильм «Мариуполь. Сто ночей». За три месяца выставку посетили более 5 тысяч человек. Среди них были представители международных СМИ и организаций, украинские журналисты и деятели культуры, киевляне, а также гости столицы. За плодотворную работу и весомый вклад в сохранение национальной памяти Украины музей «Голоса Мирных» Фонда Рината Ахметова получил благодарность от Министерства культуры и информационной политики Украины. Также выставка «ГОЛОСА» была рекомендована к показу в Европе и США.
Еще одним важным оффлайн-событием в 2024 году стал документальный проект «Дневники войны: голоса тех, кто выжил, и тех, кто нет», который был презентован в киевском пространстве музея «Голоса Мирных» Фонда Рината Ахметова. Он базируется на дневниках Екатерины Савенко и Владимира Величко из Мариуполя, которые были переданы в архив музея. Это истории с разными завершениями, которые передают трагедию войны из первых уст.

#### Цитаты посетителей
Евгений Малолетка, фотокорреспондент, соавтор оскароносного фильма «20 дней в Мариуполе»:
Это хорошая экспозиция. Она передает настроение. Все показано так, как было, ведь не все были в эпицентре событий и видели своими глазами всю картину вживую. Перенос этих событий в другую плоскость — это важная работа, которую проделали создатели выставки.
Дмитрий Гордон, известный украинский журналист и телеведущий:
Выставка впечатляет. Она заставила сжиматься сердце. Важно, чтобы такие выставки проходили, ведь это то, что нельзя увидеть в интернете или по телевидению. Это вызывает безумные эмоции, которые и делают человека человеком».
Певец Павел Зибров:
Мы не могли сдержать слез. Много эмоций — отчаяния, сострадания, несправедливости, ярости... Эту выставку нужно показывать во всех столицах Европы, всем иностранцам, должностным лицам, которые уже устали от войны или живут в другой реальности. Она сверхважная! Это наша история, которую не переписать!

### 2025
К началу 2025 года музей собрал более 128 тысяч историй. Это сделало его самым большим в мире архивом свидетельств людей, пострадавших от войны в Украине. Собранные материалы — это уникальная база для историков, исследователей, журналистов, а также для написания книг, создания документальных, художественных фильмов и других проектов, которые помогут сохранить историю.

## Международная деятельность музея
Музей «Голоса Мирных» Фонда Рината Ахметова также активно работает над популяризацией историй мирных жителей, ставших свидетелями или жертвами военных событий в Украине, через международные платформы. Музей организует тематические мероприятия в странах Европы и в Украине с привлечением мировых экспертов, проводит интервью с историками, художниками, специалистами в области сохранения национальной памяти, налаживает сотрудничество с иностранными вузами в сферах образования и науки, а также поддерживает кинематографистов -документалистов. В частности, дневник Екатерины Савенко, который был представлен в рамках документального проекта «Дневники войны: голоса тех, кто выжил, и тех, кто нет», был переведен на немецкий и испанский языки. Все это способствует лучшему освещению опыта украинцев, переживших ужасы войны.

### Партнеры музея «Голоса Мирных»
USC Shoah Foundation (США) — Институт визуальной истории и образования фонда ШОА, основанный известным американским режиссером, продюсером и сценаристом Стивеном Спилбергом. Это некоммерческая организация, которая занимается созданием аудиовизуальных интервью с теми, кто пережил и был свидетелем Холокоста и других случаев геноцида.
Oral History Association (США) — это профессиональная ассоциация устных историков и других специалистов, заинтересованных в продвижении практики и использовании устной истории. Она базируется в Соединенных Штатах Америки, но имеет международное членство.
Киевский национальный университет имени Тараса Шевченко — высшее учебное заведение в Киеве. В университете работает 13 факультетов, 8 учебных институтов, 1 учебно-научный институт. Учреждение имеет двусторонние партнерские соглашения с 227 зарубежными образовательными и научными учреждениями из 57 стран мира.
Университет Марии Склодовской-Кюри в Люблине — это крупнейший университет в Восточной Польше. Имеет около 80 направлений обучения, более полутора сотен научных групп и 182 соглашения о научном и образовательном сотрудничестве с зарубежными партнерами.
Музей истории Киева — это крупнейшее музейное объединение города, состоящее из 9 филиалов. Музей представляет исторические, художественные, образовательные проекты и разные аспекты истории, литературы, науки, искусства, общественно-политической жизни города.

## Проекты музея «Голоса Мирных»
- «Голоса Мирных. #Один день 2014» — это проект музея «Голоса Мирных», цель которого сохранить свидетельства очевидцев о том дне, когда для них началась война в Украине.
- Фотокнига «Донбасс и Мирные» — это уникальное издание, представленное в Киеве в 2018 году. В фотокнигу вошли истории героев музея «Голоса Мирных». Это исповедь одиннадцати жителей Донбасса, оказавшихся в эпицентре войны. Фотокнига также была представлена в Брюсселе (Бельгия), Франкфурте-на-Майне (Германия) и Страсбурге (Франция). Также Фонд передал книгу «Донбасс и Мирные» в посольства и международные организации. В 2019 году книгу «Донбасс и Мирные» отметил Украинский библиотечный фонд в номинации «Лучшая социальная фотокнига года». Англоязычная версия фотокниги также находится в свободном доступе в ключевых национальных библиотеках стран Европы.
- «Голоса Мирных. Розы Мирных» — это проект музея «Голоса Мирных» Фонда Рината Ахметова был реализован в 2020 году. Фонд Рината Ахметова впервые в Украине инициировал закладку Аллей роз в городах, ставших «вторым домом» для мирных жителей Донбасса, которые первыми столкнулись с войной. Каждая аллея закладывалась вместе с переселенцами и становилась их местом силы. В Запорожье и Мариуполе[8] была высажена тысяча кустов роз. Также Фонд Рината Ахметова совместно с детьми, участниками проекта «Мирное лето», высадили Аллею роз в городе Святогорск. В 2021 году на карте Украины появились новые Аллеи Роз – в Виннице и Харькове. Посаженные цветы символизируют истории мирных, жизнь которых война разделила на «до» и «после».
- «Голоса Мирных. Дети» — это проект, созданный в 2021 году музеем «Голоса Мирных» для сохранения показаний детей, переживших трагические события, связанные с войной. Его цель — поддержание психологического состояния детей через образовательные мероприятия. Участники проекта получают возможность поделиться своими историями в формате видеоблога, что помогает им освободиться от тяжести пережитого[27].
- «Голоса Мирных. Травма войны» — это проект, осуществляемый в рамках музея «Голоса Мирных». Он создан с целью объединить людей, нуждающихся в психологической помощи с квалифицированными психологами Фонда Рината Ахметова, чтобы преодолеть последствия войны. Поддержка предоставляется путём онлайн-сессий, индивидуальных и групповых занятий. Еще в 2014 году Фонд стал первым, кто начал оказывать психологическую поддержку жителям Донбасса. Тогда впервые 250 психологов прошли обучение Фонда по курсу «Травма войны». Благодаря этому психологическую поддержку на начало 2025 года получили около миллиона украинцев[28].
- «Голоса Мирных. Интервью» — это серия откровенных и душевных видеоисторий людей Донбасса о том, как военный конфликт на востоке Украины изменил их и разделил их жизнь на «до» и «после»[29]. Это истории о том, как, вопреки войне, потеряв родину, работу, привычную жизнь, герои сохранили надежду, не утратили веру в себя и смогли построить новую жизнь практически с нуля[30].
- «Форум устной истории Украины» — это событие, инициированное музеем «Голоса Мирных» Фонда Рината Ахметова[31][32]. Мероприятие собрало украинские и мировые документационные инициативы и создало международное профессиональное сообщество, которое на постоянной основе обменивается мнениями и опытом фиксирования событий войны[33][34].
- «1000 дней. Тысячи историй» — это спецпроект музея «Голоса Мирных» Фонда Рината Ахметова, напоминающего миру о войне в центре Европы. Это коллекция, в которую вошли 20 знаковых вех 1000 дней полномасштабной войны. Первый день вторжения, миллионы беженцев, трагедия Мариуполя, похищение украинских детей, крепость Бахмут, освобождение Херсона, подрыв дамбы Каховской ГЭС — эти и другие события показаны сквозь судьбы украинцев, чьи истории представлены в музее «Голоса Мирных» Фонда Рината Ахметова[35].
- «Конкурс эссе» — это проект национального масштаба, инициированный музеем «Голоса Мирных» Фонда Рината Ахметова, дает возможность голосам молодежи звучать на всю Украину и мир, рассказывая о войне, любви к родине, уверенности в победе и твердой вере в мирное будущее в Украине.

## Совместные проекты
- Театральное представление «Лицо цвета война» — это рассказ, основанный на  воспоминаниях актеров, которым удалось выбраться из временно оккупированного Мариуполя. Основой для сюжета послужили истории героев музея «Голоса Мирных» Фонда Рината Ахметова. Премьера спектакля прошла 28 июля 2022 года в Театре на Подоле в Киеве. Главная цель проекта — напомнить миру о трагедии Мариуполя и возобновить деятельность его творцов[36][37].
- Документальный фильм «Драм» — этот фильм создан режиссером и продюсером Юлианом Улыбиным в сотрудничестве с музеем «Голоса Мирных» Фонда Рината Ахметова. Одна из героинь ленты – Лиза – доверила свою историю музею, который и передал ее команде фильма. Лента была презентована на 14-м Одесском международном кинофестивале в 2023 году[38].
- Короткометражная лента Mariupol Survivors («Выжившие в Мариуполе») — фильм стал победителем ежегодного кинофестиваля The Santa Fe Film Festival в категории «Лучший интернациональный фильм». Короткометражка состоит из трех историй, которые вошли в архив музея «Голоса Мирных» Фонда Рината Ахметова, рассказывающих о трагедиях, пережитых жителями Мариуполя в 2022 году[39].
- Документальный фильм «20 дней в Мариуполе» – фильм, созданный украинской командой в составе военного корреспондента, видеографа AP, режиссера Мстислава Чернова, фотокорреспондента Евгения Малолетки и продюсерки Василисы Степаненко. В 2024 году фильм был удостоен премии «Оскар» в номинации «Лучший документальный фильм». В основе картины — события в Мариуполе в марте 2022 года. Медики, спасавшие людей во время блокады города, доверили свои истории музею «Голоса Мирных» Фонда Рината Ахметова[40].

## Награды музея «Голоса Мирных»
В 2022 году музей «Голоса Мирных» Фонда Рината Ахметова стал победителем премии The Drum Awards for Social Purpose в категории Best Response to Change!
В 2023 году Международная ассоциация паблик-рилейшнз (IPRA) объявила победителей IPRA Golden World Awards — международной премии в области связей с общественностью. Музей «Голоса Мирных» Фонда Рината Ахметова стал победителем сразу в трех номинациях:
- Community engagement («Привлечение общины»);
- Country, region and city («Страна, регион и город»);
- NGO campaign («Кампания неправительственной организации»)[42].

Также в 2023 году музей «Голоса Мирных» Фонда Рината Ахметова получил членство в Oral History Association (ОНА) — международной Ассоциации устной истории, базирующейся в городе Вейко в американском штате Техас. Музей является первым и пока единственным представителем Украины в этом сообществе.